# Stanisława Olender
Stanisława Olender (ur. 10 listopada 1919 w Strzałkach, zm. 7 grudnia 2015) – wycinankarka z kurpiowskiej Puszczy Zielonej. 

## Życiorys i twórczość
Była córką znanej wycinankarki Antoniny Staśkiewicz, od której nauczyła się tego rzemiosła jeszcze w dzieciństwie. Jej prace powstawały według tradycyjnych wzorów. Były to przede wszystkim leluje i gwiazdy. Tworzyła również motywy ptaków: kogutów, pawi i dudków. Cechą charakterystyczną jej wytworów jest rozbudowana ornamentyka, która zapełnia całą przestrzeń wycinanki. Stosowała grube cięcia, co ułatwiało tworzenie prac dużych rozmiarów używanych do dekoracji większych pomieszczeń. 
Zajmowała się tradycyjnym rękodziełem również w szerszym zakresie: wykonywała kwiaty z bibuły, palmy wielkanocne, pieczywo obrzędowe, zdobiła pisanki.
W 1950 rozpoczęła współpracę ze Spółdzielnią Rękodzieła Ludowego i Artystycznego „Kurpianka” w Kadzidle. Jej prace brały udział w licznych wystawach, prezentacjach i konkursach sztuki ludowej. W 1991 została laureatką Nagrody im. Oskara Kolberga w dziedzinie twórczości plastycznej.
Była członkinią Stowarzyszenia Twórców Ludowych. Jej prace znajdują się w krajowych kolekcjach muzealnych. 
Za działalność artystyczną otrzymała Medal 40-lecia PRL, a w 2002 została uhonorowana przez Starostę Ostrołęckiego Nagrodą w dziedzinie kultury.  
Została pochowana na cmentarzu w Kadzidle.   